# Bulbophyllum elasmatopus
Bulbophyllum elasmatopus é uma espécie de orquídea (família Orchidaceae) pertencente ao gênero Bulbophyllum. Foi descrita por Rudolf Schlechter em 1905.